# Juan Benet
Juan Benet Goitia (Madrid, 7 ottobre 1927 – Madrid, 5 gennaio 1993) è stato uno scrittore spagnolo, tra i più influenti del XX secolo.

## Biografia
Nacque a Madrid; figlio di Tomás Benet e Teresa Gotilla, perse il padre, avvocato, ucciso durante la guerra civile spagnola. Si trasferì poi con la madre a San Sebastián; studiò dapprima a San Sebastián e poi a Madrid. Conobbe, nei caffè letterari madrileni, alcuni scrittori, tra cui Luis Martín Santos; una volta laureatosi, visse per un periodo a Ljungby e poi a Helsinki; tornato in patria, sposò Nuria Jordana, da cui avrà 4 figli. Dagli anni 1960 collaborò con numerose riviste, tra cui Revista de Occidente, Cuadernos Hispanoamericanos e Triunfo; nel 1969 vinse il Premio Biblioteca Breve per il romanzo Una meditación. Nel 1974 morì la moglie Nuria Jordana; due anni dopo Benet iniziò a scrivere per El País. Nel 1985 si sposò con Blanca Andreu, conosciuta nel 1982. Morì nel 1993 per un tumore al cervello, che gli era stato diagnosticato l'anno precedente.

## Opere

### Romanzi
- Ritornerai a Región (Volverás a Región, 1967), traduzione di S. Gatto e P. Dal Bon, Amos Edizioni, 2015, ISBN 978-88-876-7044-8.
- Una meditación, Barcellona, Seix-Barral, 1970
- Un viaggio d'inverno (Un viaje de invierno, 1972), Napoli, Guida, 1993, ISBN 978-88-783-5175-2.
- La otra casa de Mazón, Barcellona, Seix-Barral, 1973
- En el Estado, Madrid, Alfaguara, 1977
- Saúl ante Samuel, Madrid, Alfaguara, 1980
- L'aria di un crimine (El aire de un crimen, 1980), traduzione di Jaime Riera Rehren, Prefazione a cura di Elide Pittarello, Collana Letture, Torino, Einaudi, 2021, ISBN 978-88-062-4730-0.
- Lance spezzate (Herrumbrosas lanzas[2] I, 1983), a cura di Morino e Piloto Di Castri, Napoli, Guida, 1990.
- Herrumbrosas lanzas II, Madrid, Alfaguara, 1985
- Herrumbrosas lanzas III, Madrid, Alfaguara, 1986
- Nella penombra (En la penumbra, 1989), traduzione di Carlo Brera, Collana Fabula, Milano, Adelphi, 1991, ISBN 978-88-459-0838-5.
- Il cavaliere di Sassonia (El caballero de Sajonia, 1991), Napoli, Guida, 1994.

### Racconti
- Nunca llegarás a nada, Madrid, Tebas, 1961
- Una tumba, Barcellona, Lumen, 1971
- Numa (una leggenda) (1971), a cura di P. L. Crovetto, Collana I Coriandoli, Milano, Garzanti, 1991, ISBN 978-88-116-5065-2.
- 5 Narraciones y 2 fábulas, Barcellona, La Gaya Ciencia, 1972
- Sub rosa, Barcellona, La Gaya Ciencia, 1973
- Cuentos completos I, Alianza, Madrid, 1977
- Cuentos completos II, Alianza, Madrid, 1981
- Tredici favole e mezza (Trece fábulas y media, 1981), traduzione di A. Bertolotti, Collana Le foglie n.23, Marcos & Marcos, 1991, ISBN 978-88-716-8040-8.
- Variaciones sobre un tema romántico, Lumen, 2011, cinque racconti, di cui quattro inediti
- El amanecer podrido, Galaxia Gutenberg, 2020, racconti scritti in gioventù con Luis Martín-Santos; libro inedito, con nuovi documenti dell'autore

### Saggi
- La inspiración y el estilo, Madrid, Revista de Occidente, 1966
- Puerta de tierra, Barcellona, Seix-Barral, 1970
- El ángel del señor abandona a Tobias, Barcellona, La Gaya Ciencia, 1976
- Qué fue la guerra civil, Barcellona, La Gaya Ciencia, 1976
- En ciernes, Madrid, Taurus, 1976
- Del pozo y del Numa, Barcellona, La Gaya Ciencia, 1978
- La moviola de Eurípides, Madrid, Taurus, 1981
- Sobre la incertidumbre, Barcellona, Ariel, 1982
- Artículos I, Madrid, Libertarias, 1983
- El agua en España, Madrid, Lunweg, 1986
- Otoño en Madrid hacia 1950, Alianza, Madrid, 1987
- Londres victoriano, Barcellona, Planeta, 1989
- La construcción de la torre de Babel, Madrid, Siruela, 1990
- Prosas civiles, Ministerio de Obras Públicas, Madrid, 1994; con saggi e disegni sulle opere di ingegneria
- Cartografía personal, Cuatro, Valladolid, 1997; raccolta inedita di interviste
- Si yo fuera presidente. La hidráulica como solución a las necesidades hídricas, Colegio de Ingenieros, Murcia, 2009
- La sombra de la guerra: escritos sobre La Guerra Civil española, Taurus, 1999
- Ensayos de incertidumbre, Lumen, 2011, selezione di Ignacio Echevarría
- Correspondencia, Galaxia Gutenberg, 2011, con Carmen Martín Gaite

### Articoli
- Artículos I, Libertarias, Madrid, 1983
- Páginas impares, Alfaguara, Madrid, 1996; antologia di articoli
- Una biografía literaria, Cuatro, Valladolid, 2007; raccolta inedita di articoli di letteratura straniera
- Infidelidad del regreso, Cuatro, Valladolid, 2007; raccolta inedita di articoli di letteratura ispanica

### Teatro
- Max, 1953
- Anastas o el origen de la Constitución, 1958
- Agonía confutans, 1966
- Un caso de conciencia, 1967
- Teatro, Madrid, Siglo XXI, 1971
- Beckettiana, 1991, adattamento di quattro opere di Samuel Beckett: Nana, Monólogo, Impromptu de Ohío y Yo no), estrenadas por el CDN en el teatro María Guerrero.
- Teatro completo, Siglo XXI, Madrid, 2010, prólogo de Vicente Molina Foix

## Riconoscimenti
- Premio Biblioteca Breve 1969
- Premio Planeta 1980